# Волменский сельсовет
Волменский сельсовет — упразднённая административная единица на территории Дзержинского района Минской области Республики Беларусь.

## История
На основании РЕШЕНИЯ МИНСКОГО ОБЛАСТНОГО СОВЕТА ДЕПУТАТОВ мая 2013 г. № 234 Об изменении административно-территориального устройства районов Минской области
На основании абзацев третьего, четвертого и седьмого части первой статьи 13 Закона Республики Беларусь от 5 мая 1998 года «Об административно-территориальном устройстве Республики Беларусь» в редакции Закона Республики Беларусь от 7 января 2012 года и абзаца третьего пункта 1 статьи 10 Закона Республики Беларусь от 16 ноября 2010 года «О наименованиях географических объектов» Минский областной Совет депутатов РЕШИЛ:
10. Упразднить административно-территориальную единицу – Волменский сельский совет Дзержинского района.
11. Изменить границы:
11.1. Путчинского сельсовета Дзержинского района, включив в его состав территорию упраздненного Волменского сельсовета с расположенными на ней населенными пунктами.

## Состав
Волменский сельсовет включает 19 населённых пунктов:
- Антоновщина — деревня.
- Василевщина — деревня.
- Волма — агрогородок.
- Волмечка — деревня.
- Житное — деревня.
- Загайно — деревня.
- Золотари — деревня.
- Зуевка — деревня.
- Леонцы — деревня.
- Меньки — деревня.
- Михалевщина — деревня.
- Михалово — деревня.
- Падеричи — деревня.
- Рудевщина — деревня.
- Свидовщина — деревня.
- Суртины — деревня.
- Химороды — деревня.
- Щепки — деревня.
- Янковцы — деревня.